# Ingeborg Häckel
Ingeborg Häckel, verheiratete Horak (* 8. Januar 1937 in Saalfeld/Saale; † 5. September 2023 in Mosbach), war eine deutsche Politikerin (CDU), MdB. 

## Beruflicher Werdegang
Häckel machte einen Abschluss als Gebrauchswerber in der DDR. Nach ihrer Übersiedlung in die Bundesrepublik arbeitete sie als Sekretärin und Pressereferentin und leitete schließlich die Abteilung Öffentlichkeitsarbeit der  Industrie- und Handelskammer Rhein-Neckar.

## Politischer Werdegang
Sie trat 1962 der CDU bei. Sie gehörte u. a. zum Landesvorstand der  Jungen Union, war Mitglied der Frauenunion und gehörte zeitweise dem Landesvorstand der CDU Baden-Württemberg an. Vom 28. September 1976 bis zum Ende der 7. Wahlperiode im selben Jahr war sie Mitglied des Deutschen Bundestages. Häckel war für den ausgeschiedenen Abgeordneten Kurt Härzschel in den Bundestag nachgerückt. Für den 8. Deutschen Bundestag kandidierte sie nicht mehr.